# Auguste Le Breton
Auguste Le Breton (* 18. Februar 1913 in Lesneven; † 31. Mai 1999 in Saint-Germain-en-Laye) war ein französischer Schriftsteller und Lexikograf.

## Leben und Werk

### Der Autor
Auguste Montfort, alias Le Breton lebte eine erste Lebenshälfte in Erziehungsheimen (erzählt in Les Hauts Murs, Paris 1953) und bis weit in die vierziger Jahre in zwielichtiger Umgebung (erzählt in 2 sous d’amour, Paris 1986).  Dann schrieb er unter Nutzung dieser Erfahrung zahlreiche Kriminalromane der Gattung Roman noir, die erfolgreich verfilmt und deswegen zum Teil auch ins Deutsche übersetzt wurden, so Du rififi chez les hommes (Paris 1954, Collection Série Noire; deutsch: Rififi)  und Le rouge est mis (Paris 1954; deutsch: Die Nacht bricht an).

### Der Lexikograf
Das Besondere seines Stils war die (mäßige) Verwendung von Argot-Wortschatz, für dessen Verständnis er ein Wörterbuch vorlegte, das bis 1986 mehrfach aufgelegt wurde. Der Titel (mit Wortspiel) war ursprünglich Langue verte et noirs desseins (Paris 1960, 1968), dann L’argot chez les vrais de vrais (Paris 1975, 1976) und schließlich Argotez, argotez, il en restera toujours quelque chose [Abwandlung von "Calomniez, calomniez, il en restera toujours quelque chose" = Die Verleumdung, sie ist ein Lüftchen…], Paris 1986. Seitdem ist dieser Argot zwar veraltet, aber auch klassisch und damit zitier- und anspielfähig geworden.

## Verfilmungen (Auswahl)
Drehbuch
- 1954: Rififi – Regie: Jules Dassin
- 1956: Das Gesetz der Straße (La loi des rues) – Regie: Ralph Habib
- 1956: Drei Uhr nachts (Bob le flambeur)  – Regie: Jean-Pierre Melville
- 1966: Sonderdezernat C III Montmartre (Brigade anti-gangs) – Regie: Bernard Borderie

Literarische Vorlage
- 1955: Razzia in Paris (Razzia sur la chnouf) – Regie: Henri Decoin
- 1957: Die Nacht bricht an (Le rouge est mis)  – Gilles Grangier
- 1957: Nacht über Paris (Rafles sur la ville)  – Regie: Pierre Chenal
- 1959: Rififi bei den Frauen (Du rififi chez les femmes) – Regie: Alex Joffé
- 1961: Rififi in Tokio (Du rififi à Tokyo) – Regie: Jacques Deray
- 1965: Rififi in Paris (Du rififi à Paname) – Regie: Denys de La Patellière
- 1969: Der Clan der Sizilianer (Le clan des siciliens) – Regie: Henri Verneuil
- 2002: Der Dieb von Monte Carlo (The Good Thief) – Regie: Neil Jordan